# Mieczysław Szyszka
Mieczysław Szyszka (ur. 8 grudnia 1961 w Nowej Rudzie) – polski polityk, nauczyciel, działacz sportowy, senator VI kadencji.

## Życiorys
Ukończył Zasadniczą Szkołę Górniczą w Zespole Szkół Zawodowych nr 2 w Nowej Rudzie, od 1979 pracował jako górnik w kopalni węgla kamiennego w tym mieście. Absolwent Technikum Górniczego, następnie w 1986 ukończył studia na Wydziale Wychowania Fizycznego Akademii Wychowania Fizycznego we Wrocławiu. Od 1986 do 1995 był zatrudniony jako nauczyciel i wychowawca w Zespole Szkół Zawodowych nr 2 w Nowej Rudzie.
W latach 1987–1992 był trenerem-koordynatorem lekkoatletyki Szkolnego Związku Sportowego Zarządu Oddziału Wojewódzkiego w Wałbrzychu, szkoleniowcem kadry i założycielem Klubu Sportowego „Nowa Ruda”, a w latach 1993–1999 zajmował stanowisko dyrektora Klubu Sportowego „Piast” Nowa Ruda, w 1996 objął funkcję prezesa zarządu „Silesia” Sp. z o.o. w Radkowie. Od 1999 był prezesem zarządu Centrum Turystyczno-Sportowego w Nowej Rudzie i pełnomocnikiem zarządu miasta. W 2004 współorganizował Polsko-Czeską Wyższą Szkołę Biznesu i Sportu „Collegium Glacense”, pełnił w niej później funkcję kanclerza.
W 2005 z listy Prawa i Sprawiedliwości uzyskał mandat senatorski w okręgu wałbrzyskim. W wyborach parlamentarnych w 2007 bez powodzenia ubiegał się o reelekcję. W 2008 został wykluczony z partii.
Wolny, ma jedno dziecko.